# Апостольский нунций в Гватемале
Апостольский нунций в Республике Гватемала — дипломатический представитель Святого Престола в Гватемале. Данный дипломатический пост занимает церковно-дипломатический представитель Ватикана в ранге посла. Как правило, в Гватемале апостольский нунций является дуайеном дипломатического корпуса, так как Гватемала — католическая страна. Апостольская нунциатура в Гватемале была учреждена на постоянной основе в XIX веке. Её штаб-квартира находится в Гватемале.
В настоящее время Апостольским нунцием в Гватемале является архиепископ Франсиско Монтесильо Падилья, назначенный Папой Франциском 17 апреля 2020 года.

## История
Апостольская делегатура в Гватемале была создана в XIX веке. 15 марта 1936 года Римский папа Пий XI издал бреве «Ad munus Nobis», которым учредил апостольскую апостольскую нунциатуру в Гватемале.

## Апостольские нунции в Гватемале

### Апостольские делегаты
- Серафино Ваннутелли — (23 июля 1869 — 10 сентября 1875 — назначен апостольским нунцием в Бельгии);
- Марио Моченни — (14 августа 1877 — 28 марта 1882 — назначен апостольским интернунцием в Бразилии).

### Апостольские интернунции
- Карло Кьярло — (28 января 1932 — 30 сентября 1933).

### Апостольские нунции
- Альбер Лёвами — (21 декабря 1933 — 12 ноября 1939 — назначен апостольским нунцием в Уругвае);
- Джузеппе Бельтрами — (20 февраля 1940 — 15 ноября 1945 — назначен апостольским нунцием в Колумбии);
- Джованни Мария Эмилио Кастеллани, O.F.M. — (18 декабря 1945 — 23 августа 1951 — назначен официалом Государственного секретариата Святого Престола);
- Дженнаро Веролино — (5 сентября 1951 — 25 февраля 1957 — назначен апостольским нунцием в Коста-Рике);
- Джузеппе Паупини — (25 февраля 1957 — 23 мая 1959 — назначен апостольским нунцием в Колумбии);
- Амброджо Маркиони — (1 июля 1959 — 1 сентября 1964 — назначен официалом Государственного секретариата Святого Престола);
- Бруно Торпильяни — (1 сентября 1964 — 3 августа 1968 — назначен апостольским нунцием в Демократической Республике Конго);
- Джироламо Приджоне — (27 августа 1968 — 2 октября 1973 — назначен апостольским делегатом в Гане);
- Эмануэле Джерада — (8 ноября 1973 — 15 октября 1980 — назначен апостольским про-нунцием в Пакистане);
- Ориано Куиличи — (26 июня 1981 — 11 июля 1990 — назначен апостольским нунцием в Венесуэле);
- Джованни Баттиста Морандини — (12 сентября 1990 — 23 апреля 1997 — назначен апостольским нунцием в Корее);
- Рамиро Молинер Инглес — (10 мая 1997 — 17 января 2004 — назначен апостольским нунцием в Эфиопии);
- Бруно Музаро — (10 февраля 2004 — 5 января 2009 — назначен апостольским нунцием в Перу);
- Пол Ричард Галлахер — (19 февраля 2009 — 11 декабря 2012 — назначен апостольским нунцием в Австралии);
- Николя Тевенен — (5 января 2013 — 4 ноября 2019 — назначен апостольским нунцием в Египте);
- Франсиско Монтесильо Падилья — (17 апреля 2020 — по настоящее время).